# Barmstedt
Barmstedt är en stad i Kreis Pinneberg i förbundslandet Schleswig-Holstein i Tyskland.
1. ↑  Alle politisch selbständigen Gemeinden mit ausgewählten Merkmalen am 31.12.2018 (4. Quartal) (på tyska), Statistisches Bundesamt, läs online, läst: 10 mars 2019.[källa från Wikidata]
2. ↑  Alle politisch selbständigen Gemeinden mit ausgewählten Merkmalen am 31.12.2023, Statistisches Bundesamt, 28 oktober 2024, läs online, läst: 16 november 2024.[källa från Wikidata]